# Kilian Goldstein
Kilian Goldstein der Ältere (auch Chilian Goltstein; * 25. März 1499 in Kitzingen; † 25. Januar 1568 in Halle (Saale)) war ein deutscher Jurist der Reformationszeit.

## Leben
Goldstein stammte aus einer angesehenen unterfränkischen Familie. Sein Vater Johann Goldstein († 1504) war der Sohn des gleichnamigen Vaters, der zunächst von 1444 als Stadtschreiber und von 1466 bis 1477 als Bürgermeister von Kitzingen wirkte. Seine Mutter war Sophia Keller, die in den Urkunden gelegentlich auch mit dem Adelsprädikat von Keller bezeichnet wird. Da er aus einflussreicher Familie stammte, konnte Goldstein 1515 an der Universität Leipzig ein Studium beginnen, das er 1521 an der Universität Wittenberg fortsetzte.
Dort erwarb er am 10. Januar 1526 den akademischen Grad eines Magisters an der philosophischen Fakultät und fand am 18. Oktober 1528 Aufnahme in den Senat der philosophischen Fakultät. Als Privatlehrer leitete er als jüngerer Graduierter der Artisten die private Ausbildung der jungen Studenten und konnte sich so seinen Lebensunterhalt erwerben. Nachdem er im Sommersemester 1529 das Amt des Dekans der philosophischen Fakultät bekleidet und in dieser Funktion am 12. August 1529 Magisterpromotionen durchgeführt hatte, widmete er sich vor allem juristischen Studien, wurde 1533 Prokurator am Wittenberger Hofgericht und im Herbst 1536 zum Doktor der Rechtswissenschaften promoviert.
Ab 1530 und noch 1533, 1536 und 1539 gehörte er dem Wittenberger Rat als Ratsherr an. 1533 wurde er Prokurator am Leipziger Oberhofgericht, beteiligte sich 1533/34 an den Visitationen der Kirchen und Schulen im sächsischen Kurkreis und wurde von Kurfürst Johann Friedrich I. zum Assessor am Wittenberger Konsistorium bestellt. Er nahm am Wormser Religionsgespräch 1540/41 teil, wo er sich als weltlicher Gesandter beteiligte. Nachdem er im Mai 1541 das Rektorat der Wittenberger Akademie übernommen hatte, wurde er im Juli desselben Jahres auf Vorschlag Justus Jonas des Älteren nach Halle entsandt, wo er als Syndikus dessen Reformationsbestrebungen unterstützen sollte.
1544 wurde er offiziell aus den kursächsischen Diensten entlassen, führte das Amt des Stadtsyndikus, mit kurzen Unterbrechungen aufgrund des Schmalkaldischen Krieges, bis zu seinem Tode weiter. Goldstein, der besonders Philipp Melanchthon nahestand, hatte sich im Kreise der Wittenberger Reformatoren einen hervorragenden Ruf erworben. Martin Luther schätzte ihn, ebenso der kurfürstliche Kanzler Gregor Brück.
Weil er sich auch in Halle große Verdienste als juristischer Repräsentant der evangelischen Stadtobrigkeit erworben hatte, wurde er auf dem Stadtgottesacker beigesetzt.

## Genealogie
Goldstein war zwei Mal verheiratet.
- 1. Ehe seit 1526 mit Magarethe († 1548 in Halle (Saale)), Tochter des Paul Heinrich von Blankenfelde, auf Seefeld, Pankow etc., und seiner Frau Benigna Buchholz
- 2. Ehe Maria Heidelberger († 1583, verh. in 2. Ehe mit dem Pfänner Georg Hahn † 1602, Bruder des Nikolaus Gallus)

Aus den Ehen sind 8 Kinder hervorgegangen. Von diesen sind bekannt:
- - Kilian von Goldstein (* 20. August 1527 in Wittenberg; † 1622 in Weimar (Schleusingen)), Dr. jur., mecklenb. Geheimrat in Schwerin, dann sächsischer Kanzler in Weimar; verh. 1555 in Wittenberg mit Anna Hermann
  - Anna (* um 1530 in Wittenberg; † 9. Juli 1570 in Eisleben), 1. Ehe mit Georg Müller † 1559, Dr. jur., mansfeldischer Kanzler, 2. Ehe am 6. August 1561 in Eisleben mit Balthasar Stisser, mansfeldischer Kanzler, aus dieser Ehe entstammt u. a. Kilian Stisser
  - Paul (* 9. September 1532 in Wittenberg; † 1578 in Berlin), Dr. jur., Brandenburgischer Hofrat, verh. 1559 in Halle mit Catharina von Barth
  - Jacob (* Halle (Saale); immatrikuliert an Uni Wittenberg am 21. Mai 1561)
  - Phillip (* Halle (Saale); immatrikuliert an der Uni Wittenberg 21. Mai 1561)
  - Maria (* 1552/71?), verh. mit Georg Kling, dem Sohn des Melchior Kling